# Пассивно-агрессивное расстройство личности
Пасси́вно-агресси́вное расстро́йство ли́чности — расстройство личности, характеризующееся пассивно-агрессивным поведением, отчётливо нарушающим адаптацию и приводящим к личностному дистрессу. Поведение такой личности характеризуется установкой на скрытый протест и пассивное сопротивление руководству, за которым находится агрессия, которая не допускается к манифестному выражению.

## Клиническая картина
Пассивно-агрессивные личности обычно не могут за себя постоять и прямо говорить о своих желаниях и потребностях. Одновременно с этим они постоянно раздражены, недовольны и чем-то или кем-то разочарованы. Больные постоянно ищут недостатки в руководителях или людях, которым подчинены, при этом попыток освободиться от своего зависимого положения они не осуществляют.
Коммуникативное поведение у больных носит враждебно-подчинённый характер.
Данное расстройство личности очень часто приводит к трудовой дезадаптации, лонгитюдное исследование показало, что только менее половины больных сохраняют рабочее место или работу на дому.

## Диагностика
Для диагностики пассивно-агрессивного расстройства личности состояние должно соответствовать как минимум 5 из следующих критериев:
В DSM-III как минимум 5 из ниже перечисленных признаков должны были присутствовать для постановки диагноза (301.84):
- откладывание работ (человек не делает то, что нужно для выполнения работы в срок);
- постоянное невыполнение сроков и откладывание завершения выполняемых повседневных задач, особенно когда оно стимулируется окружающими;
- становится угрюмым и мрачным, раздражительным, или начинает спорить, когда его просят сделать то, что он не хочет делать;
- конфликтность, раздражительность и упрямство при вынужденной необходимости выполнять нежелательные для больного задачи;
- избегающее поведение при выполнении обязательств, которое оправдывается забывчивостью;
- не выполняет обязательств, ссылаясь на «забывчивость»;
- возмущается полезным советам окружающих, направленные на повышение продуктивности его работы;
- необоснованный протест против справедливых замечаний и требований окружающих людей и заявления о необоснованности этих требований;
- необоснованная критика или презрение по отношению к начальству;
- необоснованно критикует или презирает людей, наделённых властью;
- считает, что он делает намного лучшую работу, чем оценивают его другие;
- намеренно плохая или медленная работа при выполнении нежелательных задач;
- работает сознательно медленно или плохо справляется с задачами, которые он на самом деле не хочет делать;
- голословно утверждает, что другие предъявляют к нему необоснованные требования;
- препятствование усилиям других за счёт неисполнения своей части работы.

## Классификация

### МКБ
В Международной классификации болезней 10-пересмотра (МКБ-10) пассивно-агрессивное расстройство личности включается в рубрику «другие специфические расстройства личности» (F60.8).

### DSM
В Диагностическом и статистическом руководстве по психическим расстройствам 3-го издания (DSM-III и DSM-III-R) пассивно-агрессивное расстройство личности кодировалось кодом 301.84. С издания DSM-IV и DSM-IV-TR пассивно-агрессивное расстройство личности исчезло как отдельный диагноз, и для его кодирования в руководстве предписывается использовать рубрику «расстройство личности без дополнительных уточнений» (301.9). В DSM-IV критерии пассивно-агрессивного расстройства личности (теперь также называемого «негативистичным расстройством личности» в данном руководстве) были приведены в приложении «B» в «наборе критериев и осей, предоставленных для дальнейшего изучения».

## Дифференциальная диагностика
Поведение при пассивно-агрессивном расстройстве личности хоть и имеет внешнее сходство с пограничным и истерическим, но является менее эмоциональным, менее агрессивным, менее драматичным и зрелищным.

## Сопутствующие психические расстройства
Пассивно-агрессивному расстройству личности часто сопутствует депрессия, алкоголизм или соматизированные расстройства.